# Jean Majerus
|  | Aquest article tracta sobre el ciclista de mitjans de segle XX. Si cerqueu el ciclista de principis de segle XX, vegeu «Jean Majérus». |

Jean Majerus   (Bettembourg, 6 de febrer de 1914 - Esch-sur-Alzette, 16 de juny de 1983) va ser un ciclista luxemburguès que fou professional entre 1936 i 1947. Aconseguí 25 victòries. Va ser campió de Luxemburg júnior el 1934 i 1935 i de velocitat i persecució el 1947.
Majerus es va educar a Rumelange i després a Esch-sur-Alzette, on es va formar com a serraller. Va rebre la seva primera bicicleta als set anys. Va guanyar la seva primera carrera el 1933 en una cursa a Itzig. Va ser el campió nacional júnior de carreres en carretera de Luxemburg el 1934 i el 1935, acabant per davant del seu germà l'últim any. Majerus es va convertir en professional el 1936: aquell any també va debutar al Tour de França, però va ser eliminat al final de la 13a etapa. De la mateixa manera, no va poder acabar el Campionat del món de la cursa de carretera aquella temporada.
El seu primer gran èxit va ser al Tour de França de 1937, on Majerus va guanyar la primera etapa de París a Lilla, realitzant un atac en solitari a Arràs i acabant per davant del seu. compatriota Arsène Mersch. Va romandre amb el mallot groc durant dos dies, però més tard es va veure obligat a abandonar la cursa durant la vuitena etapa a causa d'un abscés anorectal. No obstant això, era apte per a la competició en el moment dels campionats del món de carretera d'aquell any, on va formar part de la escapada guanyadora però es va perdre el podi a l'esprint final, acabant quart.
En el Tour de França de 1938, Jean Majerus va repetir el seu èxit de l'any anterior guanyant la segona etapa entre Caen i Saint-Brieuc, després que ell i el seu company d'equip Mathias Clemens van atacar amb 20 km per al final: se'ls va unir un altre grup de vuit corredors, inclosos els antics guanyadors del Tour Georges Speicher i Antonin Magne. A l'entrada del velòdrom on va acabar l'etapa, Jean-Marie Goasmat va atacar des del grup principal, però va ser tirat cap enrere per Majerus que el va llançar a la línia. En guanyar l'etapa va tornar a agafar el mallot groc, aquest cop conservant-lo durant quatre dies. Va completar el Tour, acabant en el lloc 49. El 1939, Majerus va fer unes bones actuacions en les clàssiques d'un dia, acabant 13è a Paris-Robaix després de patir una punxada en els darrers quilòmetres, i va acabar tercer a Bordeaux-París. Durant la Segona Guerra Mundial, quan Luxemburg era l'ocupada per l'exèrcit alemany, Majerus va córrer molt a l'Europa ocupada pels alemanys. També va obtenir bons resultats a casa, acabant quart al Tour de Luxemburg el 1942 i el 1943. Va continuar competint breument després de la guerra, guanyant el Gran Premi de Lorena de 1946 i el títol nacional de persecució individual de Luxemburg de 1947 a la pista. . Després de retirar-se de la competició, entre 1949 i 1952 va exercir com a pilot de Nicolas Frantz en el paper d'aquest últim com a director tècnic de la selecció de Luxemburg al Tour de França. També va treballar com a representant d'un majorista de rebosteria i d'un proveïdor de productes de forn, i va dirigir una cafeteria a Esch-sur-Alzette. El 1957 va començar a treballar per a ARBED a Schifflange. Després de ser operat per una trombosi a la cama dreta, es va paralitzar parcialment i va començar a utilitzar una cadira de rodes. Jean Majerus va ser bo en curses d'un dia; a la llista de tots els temps encara es pot trobar al lloc 583. Al rànquing de carreres del campionat del món fins i tot es pot trobar al lloc 164, tot i que el seu millor resultat va ser el quart lloc al campionat mundial de carreres de carretera de 1937.

## Palmarès
- 1933
  - 1r al Gran Premi François-Faber
- 1936
  - 1r del Tour de Lorena
  - 1r del Gran Premi de la Flèche a Luxemburg
- 1937
  - 1r a Sedan-Rethel
  - Vencedor d'una etapa del Tour de França
- 1938
  - 1r al Circuit dels Vosges i d'una etapa
  - 1r del Gran Premi de Vittel
  - 1r del Gran Premi Sanal de Nancy
  - Vencedor d'una etapa del Tour de França
  - Vencedor d'una etapa de la Rouen-Caen-Rouen
- 1939
  - 1r de la Nancy-Estrasburg
- 1940
  - 1r del Critèrium de Barcelona
  - Vencedor de 2 proves en pista a Espanya
- 1941
  - 1r de la Volta a Dortmund
  - 1r del Premi N. Muller a Huncherange
- 1942
  - 1r del Gran Premi de Moselle
  - Vencedor d'una prova en pista de migfons
- 1943
  - 1r del Gran Premi del Sarre
  - 1r del Premi d'Ettelbruk,
  - Vencedor d'una etapa als Tres dies d'Esch
  - Vencedor de dues proves en pista de migfons
- 1945
  - 1r del Gran Premi de Bonnevoie
- 1946
  - 1r del Critèrium de Lorena a Metz
- 1947
  - Campió de Luxemburg de velocitat
  - Campió de Luxemburg de persecució

### Resultats al Tour de França
- 1936. Abandona (13a etapa)
- 1937. Abandona (8a etapa). Vencedor d'una etapa i portador del mallot groc durant 2 etapes
- 1938. 49è de la classificació general. Vencedor d'una etapa i portador del mallot groc durant 7 etapes
- 1939. Abandona (6a etapa)